# Vincenzo Montella
Vincenzo Montella (Pomigliano d'Arco, blizu Napulja, 18. srpnja 1974.) talijanski je nogometni trener i bivši nogometaš. Trenutačno je izbornik Turske.

## Igračka karijera

### Rani život
Rođen je kao peto i ujedno najmlađe dijete u porodici Montella. Njegov otac je bio zaposlenik u automobilskoj kompaniji Alfa Romeo, te je na taj način svojoj porodici osiguravao ono najpotrebnije. Vincenzo je od malih nogu pokazivao naklonost ka lopti i nogometu. Uočivši njegov talent njegov otac se odlučuje na veliki i riskantan korak, ispisuje Vicenza iz škole i šalje ga u Empoli s nadom da će uspjeti kao nogometaš.

### Veliki potencijal
U Empoliju je Montella živio u stanu koji je pripadao klubu, djelivši sobu s drugim mladićima koji su krenuli istim putem kao i on. Omaleni Montella prvu utakmicu odigrao je 1991. godine protiv Varesea, a uskoro su usljedili i mini turniri na kojima je Montella pokazao veliki potencijal. Dana 10. svibnja 1992. godine Montella postiže svoj prvi profesionalni pogodak, protiv Arezza.
Sljedeće sezone Montella je pokazao odlike velikog strijelca. U prvih 6 utakmica postigao je 5 golova, te je na taj način počeo privlačiti pažnju novinara i drugih ljudi iz talijanskog nogometa. U istoj sezoni Montella je doživio tešku ozljedu, zbog koje su mnogi, a i on sam, mislili da neće moći nastaviti karijeru. Ipak, zahvaljujući ljudima koji su u Montelli vidjeli veliki talent, Vicenzu je omogućeno prvoklasno lječenje, te je nakon jedne sezone provedene u bolnici dobio zeleno svjetlo za povratak na teren.
U prvoj sezoni nakon ozljede Montella je skupio 30 nastupa i postigao 17 golova. Usprkos tome, njegova momčad nije napredovala u viši rang, ali je Vincenzo kupljen od strane Genoe. U svojoj prvoj sezoni za svoj novi klub Montella postiže 21 pogodak i time postaje najbolji strijelac Serie B. U toj sezoni Montella je počeo proslavljati pogotke raširenih ruku, što je asociralo na let aviona, pa dobiva nadimak Aeroplanino, koji i danas nosi.

### Sampdoria
Nova etapa nogometne karijere za omalenog Montellu počinje prelaskom u Sampdoriu 1996. godine. U debitantskoj sezoni za Genovljane Vincenzo je postigao 22 pogotka u 28 utakmica. Nakon te sezone Serie A je bila bogatija za još jednu zvjezdu i velikog napadača. Montella je dobivao podršku od velikih igračkih legendi kao što su Roberto Mancini te Paulo Rossi, s kojim je bio i uspoređivan od strane talijanskih nogometnih stručnjaka. U periodu od tri sezone koje je proveo u Sampdoriji, Montella je postao omiljen među navijačima Genovljana. To mjesto Montella je preuzeo od Roberta Mancinija. Usprkos njegovim dobrim igrama Sampdoriju je tresla velika kriza i nisu se uspjeli održati u društvu najboljih.

### Vrhunac karijere (A.S. Roma)
Montella čini najveći korak u svojoj karijeri, te u sezoni 1999. prelazi u AS Romu. U novom klubu Montella je zabilježio odličan start postigavši 18 pogodaka. Time je popularni Aeroplanino pridobio naklonost navijača "Vučice". Ipak, u Romi Montella nailazi na težak period u svojoj karijeri, a glavni razlog za to bio je Fabio Capello, koji je u Romu doveo Gabriela Omara Batistutu, te mu ukazao potpuno povjerenje u napadu. Time je Montella izgubio status prvog napadača Rome. Iako nije bio u zavidnom položaju Montella je nastavio pogađati, te je u nekim utakmicama jednostavno primorao Capella da promjeni svoj sistem igre i uvrsti ga u prvu postavu zajedno s Batistutom. U sezoni koju je Roma završila kao prvak Italije, Montella je postigao 13 golova.
U narednim sezonama Vincenzo je i dalje bio u nemilosti Fabia Capella, te je u 2003. godini doživio sezonu ispod njegovog ranga i prosjeka, točnije, Montella je postigao svega 5 golova. Mnogi su nagađali da se Montellina karijera polako gasi, ali u sezoni 2004./05. usljedio je demant na takve priče. Montella je postigao 21 pogodak za Romu.
U sezoni 2005/06 Montella je doživio tešku ozljedu zbog koje je propustio veći dio sezone. U tom periodu Montella dobiva veliki broj ponuda od drugih talijanskih klubova, ali ih odbija s nadom da će ponovo uspjeti u Romi...
U sezoni 2006./07. ipak je odlučio prihvatiti ponudu o posudbi engleskog Fulhama i karijeru nastaviti u Premier ligi.
Sezonu 2007/08. provodi na posudbi u Sampdoriji.
Inače, Montella je najbolji aktivni strijelac talijanske prve lige, a bliži se listi prvih 10 najboljih strijelaca svih vremena. Treba spomenuti da je utakmica Montellinog života, veliki gradski derbi Lazio - Roma, u kojem je Aeroplanino postigao 4 pogotka, a inače Roma je tu utakmicu dobila rezultatom 5:1.

### Kraj karijere
Vincenzo "Top gun" Montella odlučio je prestati s profesionalnim nogometom 2. srpnja 2009. godine.

## Trenerska karijera
Bio je trener Fiorentine.

## Vanjske poveznice
- Službena stranica